# Desván

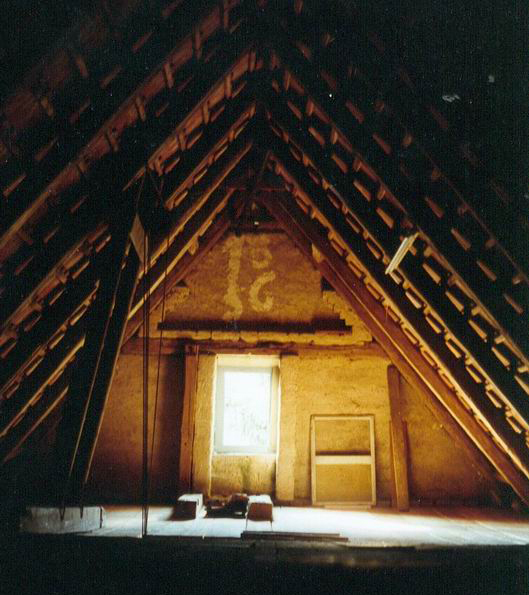
Desván abuhardillado a dos aguas.

Desván, también conocido como ático, buhardilla, guardilla, altillo, sobrado o doblado, es una habitación en la parte superior de una vivienda disponible bajo el caballete del tejado.
Usados de modo convencional a lo largo de la historia como trasteros donde guardar viejos objetos en desuso, la crisis del suelo y de la vivienda ha supuesto que desde hace años se hayan rehabilitado para convertirlos en apartamentos.

## Variantes locales
En la provincia de Burgos recibe el nombre de baburril.